# هارييت أوين
هارييت أوين (بالإنجليزية: Harriet Owen)‏ هي دراجة بريطانية، ولدت في 16 ديسمبر 1993 في أكسفورد في المملكة المتحدة.

## وصلات خارجية
- هارييت أوين على موقع الاتحاد الدولي للدراجات (الإنجليزية)
- هارييت أوين على موقع أرشيف الدراجات (الإنجليزية)
- هارييت أوين على موقع إحصائيات الدراجات الإحترافية (الإنجليزية)
- هارييت أوين على موقع CycleBase (الإنجليزية)